# Нові медіа-дослідження
Нові медіа-дослідження — порівняно молода наукова дисципліна, яка досліджує перетин обчислень, науки, гуманітарних наук, образотворчого та виконавського мистецтва. Джанет Мюррей, видатний дослідник в дисципліні, описує це перехрестя як «єдиний новий носій уявлення, цифрового середовища, утвореного плетеною комбінацією технічного винаходу і культурного вираження в кінці 20-го століття». Основним фактором у визначенні нових засобів масової інформації є Інтернет, нові медіа поширюються миттєво. У категорії нових медія задіяні пристрої, підключені до інтернету, наприклад смартфон або планшет. Телебачення та кінотеатри зазвичай розглядаються як нові медіа, але виключаються з моменту виявлення винаходу до часу інтернету.
Нові дослідження в галузі засобів масової інформації вивчають ідеї щодо засобів масової інформації від теоретиків комунікації, програмістів, педагогів і технологів. Зокрема, робота Маршалла Маклюена розглядається як одна з основ вивчення теорії медіа. Гасло Маклюена, «Середовище є повідомленням» (розроблене в 1964 році у книзі, «Розуміння Медіа: зовнішнє розширення людини»), звертає увагу на внутрішній ефект комунікації.
Програми в нових медіа-дослідженнях можуть включати в себе уроки, предмети та теми в межах комунікації, журналістики, інформатики, програмування, графічного дизайну, вебдизайну, взаємодії людини і комп'ютера, медіа-теорії, лінгвістики, інформатики та інших суміжних областях.
Нові медіа-дослідження є науковою дисципліною, яка досліджує, як наші взаємини з медіа змінилися з появою підключення до глобальної мережі та популярності цифрового і користувальницького контенту. Нові медіа-дослідження, покликані з'єднати комп'ютерні науки та інновації в нових медіа з соціальними науками і філософією технологій.

## Історія

### Основні фігури
Маршалл Маклюен відомий в дослідженні теорії ЗМІ та у створенні своєї фрази, «Середовище є повідомленням», яка є результатом його комунікації в ЗМІ. Середовище впливає на те, як ЗМІ сприймається людиною і як інша людина сприймає цей ЗМІ, в той час як середовища впливає на його вміст. Робота Маклюена кинула виклик тому, як ЗМІ змінилися в постмодерністську епоху, що також може відноситися до сучасного використання засобів масової інформації та її середовища. Інтерфейс визначається як спільний кордон двох тіл, просторів або фаз. Інші основні роботи, які також посилаються на його точку зору в дослідженні нових медіа, включаючи:
- Механічна наречена (1951), яка включає в себе багато коротких нарисів, які аналізують форми ЗМІ, такі як реклама, або газети по відношенню до суспільства.
- Галактика Ґутенберґа (1962) — в цій книзі Маклюен пише про технології, як друкована преса або електронні ЗМІ змінюється і як люди розповідають історії зі свого повсякденного життя.

Лев Манович написав книги на тему нових медіа, і у відповідності з його особистої сторінкою, «з'явився в топ-25 осіб, що формують майбутнє дизайну», він опублікував дев'ять книг з тематики нових медіа. Манович виділяє п'ять загальних принципів нових медіа, які він обговорює в своїй книзі 2001 року «Мова нових медіа»:
- Числове подання: по суті означає, що «нові медіа-об'єкти можуть бути описані математично та можуть змінюватись за допомогою алгоритмів».[5]
- Модульність: «елементи можуть бути самостійно змінено та повторно використано в інших роботах».
- Автоматизація: «автоматизація розглядається в комп'ютерних програмах, які дозволяють користувачам створювати або змінювати об'єкти ЗМІ, використовуючи шаблони або алгоритми».
- Мінливість: «новий медіа-об'єкт — це не щось застигле раз і назавжди, а щось, що може існувати в різних, потенційно нескінченних версій».
- Транскодування: описує поєднання комп'ютера та культури, а саме «традиційних способів, якими людська культура змоделювала світ і власні засоби його подання».

Генрі Дженкінс придумав культуру конвергенції в області нових досліджень в засобах масової інформації: «Під конвергенцією я маю на увазі потік контенту на кількох медіа-платформах, співпрацю між декількома медіа-індустріями і міграційну поведінку медіа-аудиторії, які будуть шукати практично скрізь ті види розваг, які вони хотіли.»
Джанет Мюррей — професор у школі літератури, засобів масової інформації та комунікацій у технологічному інституті Джорджії. Мюррей також є частиною декількох дизайнерських проектів, таких як: цифрове видання Ворнер Бразерс класичний, Касабланка. Джанет працює виключно як член експериментальної ігрової лабораторії Джорджії. Дженет також є автором книг «Гамлет на Голодеке; майбутнє оповідання в кіберпросторі». Разом з цією книгою, вона також є гостьовим письменником в The New Media Reader, де їй належить авторство одного з двох введень до книги, «Вигадуючи середовища».
У «Гамлет на Голодеке; майбутнє оповідання в кіберпросторі», Мюррей запитує, чи може комп'ютер створити основу для виразної описової форми розповіді. Книга являє собою підручник. Він призначений, щоб допомогти дизайнерам у навчанні та допомогти розвивати почуття розуміння до цифрових медіа. Ця книга також є теорією зміни ЗМІ протягом багатьох років. Вона дійсно поглиблює відносини між технологією і культурою. Мюррей пропонує нові думки та теорії на нові області досліджень ЗМІ, це і привело її до такої популярності.

## Ефекти технології
У статті Національного центру біотехнологічної інформації (сайт NCBI), було проведено дослідження за участю віртуальної реальності, яка допомагала в навчанні людей з черепно-мозковою травмою. Їх висновок з цього дослідження доводить, що віртуальна реальність може бути корисним інструментом і до якого можна легко отримати доступ онлайн. В основному, це допоможе надавати можливість навчання практично в будь-якому місці.
У книзі під назвою «Критичні умови для медіа-досліджень», автор показує свій погляд на нові медіа-технології: «Технології — зосередження уваги на механічних аспектах засобів масової інформації та способах, якими інновації та винаходи перетворять стан як індивідуального, так і соціального досвіду».

## Термінологія
- Стратегії проти тактики — термін стратегії відноситься до методів, які виробник повинен використовувати для їх створення. Термін тактика ставиться до того, як люди фактично використовують створення, незалежно від намірів творців, щоб зробити його більш корисним для них.[11]
- Hypermediated — Hypermediation це концепція в нових медіа-дослідженнях, яка відноситься до форми медіації, в якій медіасвязь відбувається дуже близько. Посередництво в цьому сенсі стосується використання інших джерел для створення прямого зв'язку між різними типами носіїв. Цей процес часто виконується за допомогою гіпертексту і за допомогою підходу Networked до нових медіа. Прикладом гіперпосилання був би онлайн-покупець, який купує певний предмет, а потім, в свою чергу, отримує посилання на пов'язані елементи, потім статті, пов'язані з цими елементами і т. д.[12][13]
- Веб 2.0 — це концепція вебсайтів, орієнтованих на контент, створюваний користувачами. Web 2.0 дозволяє використовувати Інтернет в якості платформи. Він також дозволяє користувачам контролювати свої власні дані. Тім О'Рейлі і Дейл Доерті винайшли фразу Web 2.0 на медіаконференції в 2004 році. Деякі приклади Web 2.0 — це Google AdSense, Flickr, BitTorrent, Napster і Вікіпедія.[14]
- Networking — термін, який визначає перетворення старих носіїв в нові медіа через комунікацію, яка дозволяє користувачам створювати або обчислювати власні матеріали в Інтернеті. Це середовище, яке складається з блогів, електронних листів і соціальних мереж, яка дозволяє глобальних зв'язків досягати багатьох, щоб ділитися ідеями.[15]
- Усуспільнення досвіду — упаковка людського досвіду в тій чи іншій формі буде продана споживачеві. Це загальний термін у вивченні ролі, яку відіграють нові медіа. Приклад ідеалу зверху вниз. Звичайними прикладами є кабельні підписки, пакети курортних пакетів, членство і, більш абстрактно, присутність в соціальних мережах.[16]
- Моделювання — термін, який можна визначити як віртуальне уявлення реальності. Наприклад, за даними New Media і Visual Culture, практично всі здається реальним на основі досвіду, але вони не реальні, тому що вони насправді не були. Французький теоретик Жан Бодрійяр вважав, що симуляція була сучасною стадією симулякра.[17]
- Віртуальний — Лев Манович описує віртуальний світ як інтерактивний світ, створений комп'ютером, до якого багато людей можуть отримати доступ в свій час.[18] Віртуальний світ — це інтерактивний і цифровий простір. Віртуальні світи часто створюється як імітація чогось, що вже існує у фізичному світі.[19]